# Nitzan Horowitz
Nitzan Horowitz (en hebreu: ניצן הורוביץ; nascut el 24 de febrer de 1965) és un polític israelià que està al capdavant del partit Nou Moviment - Mérets. Anteriorment va ser el corresponsal principal i el comentarista del canal de notícies israelià Canal 2. Abans d'unir-se al canal de televisió, va servir dos termes complets a la Kenésset (2009-2015) al partit polític Mérets. En 2013, es va presentar com a batlle a les eleccions locals de la ciutat de Tel-Aviv. Abans de ser escollit diputat a la Kenésset, va ser el comentarista d'afers exteriors, i l'expert dels afers internacionals, en la secció de notícies del Canal 10. Al juny de 2019, Horowitz va guanyar les eleccions primàries del partit Mérets, i actualment exerceix com a líder del partit. Horowitz és la primera persona que pertany obertament al col·lectiu LGBTI en liderar un partit polític a Israel.